# Tsuneko Nakazato
Tsuneko Nakazato (中里 恒子 Nakazato Tsuneko?,  23 de diciembre de 1909 – 5 de abril de 1987) (中里 恒子 Nakazato Tsuneko), fue el seudónimo de una novelista de la Era Showa japonesa. Su nombre real era Nakazato Tsune.

## Primeros años
Nakazato nació en Fujisawa city, Kanagawa prefecture y se graduó en el Kanagawa Girls’ Higher School. Sus tempranas sumisiones a revistas literarias llamaron la atención de Yokomitsu Riichi, quien la animó para desarrollar sus habilidades literarias.

## Carrera literaria
En 1938, Nakazato se convirtió en la primera mujer en ganar el prestigioso Akutagawa Prize, con su cuento Noriai bashi. Después de la Segunda Guerra Mundial, se volvió conocida por un gran número de trabajos tratando el tema del matrimonio internacional, incluyendo Mariannu monogatari ("Maryann's Story", 1946) y Kusari ("Chain", 1959), los cuales fueron ilustrados por su propia hija de un matrimonio con un americano.
En las décadas de 1970 y 1980, sus escrituras evolucionaron gradualmente de la psicología humana de la vida a una aproximación más simbólica, y su novela Utamakura ("Song Pillow", 1973) fue premiada con el Yomiuri Prize. En 1974, recibió el Japan Art Academy Prize, y se convirtió en miembro de la institución en 1983. También fue premiada con el Kawabata Yasunari Literary Prize en 1976.
Nakazato residió en Zushi, Kanagawa desde 1932 hasta su muerte por cáncer de colon en 1987. Su tumba se encuentra en el templo de Engaku-ji en Kamakura.